# Họ Cửu lý hương
Họ Cửu lý hương hay họ Vân hương, còn gọi là họ Cam hay họ Cam chanh hoặc họ Cam quýt  (danh pháp khoa học: Rutaceae) là một họ thực vật trong bộ Bồ hòn (Sapindales).
Các loài của họ này nói chung có hoa được chia thành 4 hay 5 phần, thông thường có mùi thơm rất mạnh. Chúng xuất hiện dưới dạng và kích thước từ cây thân thảo tới cây bụi và cây thân gỗ nhỏ.
Quan trọng nhất về mặt kinh tế trong họ này là chi Citrus (chi Cam), trong đó bao gồm các loại cây ăn quả như cam, chanh, quất, quýt, bưởi và bưởi chùm.

## Từ đồng nghĩa
Họ này còn được gọi dưới các tên khoa học sau đây:
- Amyridaceae Kunth (1824)
- Aurantiaceae Durande
- Boroniaceae J. Agardh
- Cneoraceae Vest (1818)
- Correaceae J. Agardh, về danh nghĩa là không hợp lệ.
- Cuspariaceae (DC.) Tratt.
- Dictamnaceae Vest
- Diosmaceae R. Br.
- Diplolaenaceae J. Agardh
- Flindersiaceae (Engl.) C. T. White cũ là Airy Shaw (1964)
- Fraxinellaceae Nees & Mart.
- Pilocarpaceae J. Agardh
- Ptaeroxylaceae J.-F.Leroy (1960)
- Pteleaceae Kunth
- Zanthoxylaceae Bercht. & J. Presl

## Các chi
Họ này có khoảng 161 chi và 1600 loài
- Achuaria Gereau
- Acmadenia Bartl. & H.L.Wendl.

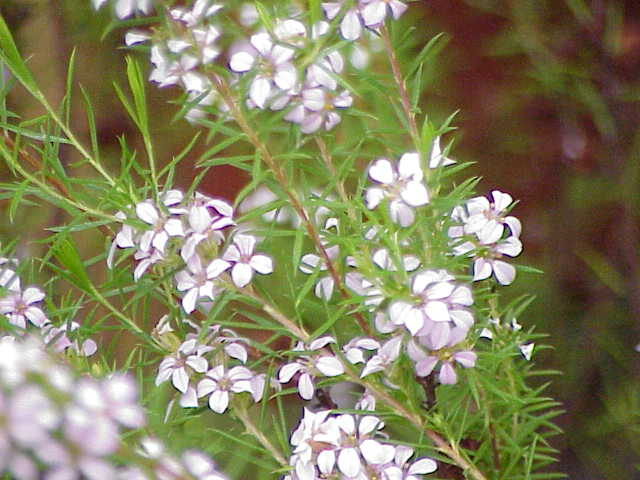
Coleonema pulchrum

- Acradenia Kippist (bao gồm cả Luerssenidendron)
- Acronychia J.R.Forst. & G.Forst (bao gồm cả Bauerella, Pleiococca): Chi Bưởi bung hay Sơn du cam
- Adenandra Willd.
- Adiscanthus Ducke
- Aegle Correa: Mộc quất
- Aeglopsis Swingle
- Afraegle (Swingle) Engl.
- Afraurantium A.Chev.
- Agathosma Willd. (bao gồm cả Barosma)
- Almeidea A.St.-Hil.
- Amyris P.Browne
- Angostura Roem. & Schult. (bao gồm cả Cusparia)
- Apocaulon R.S.Cowan

- Araliopsis Engl.

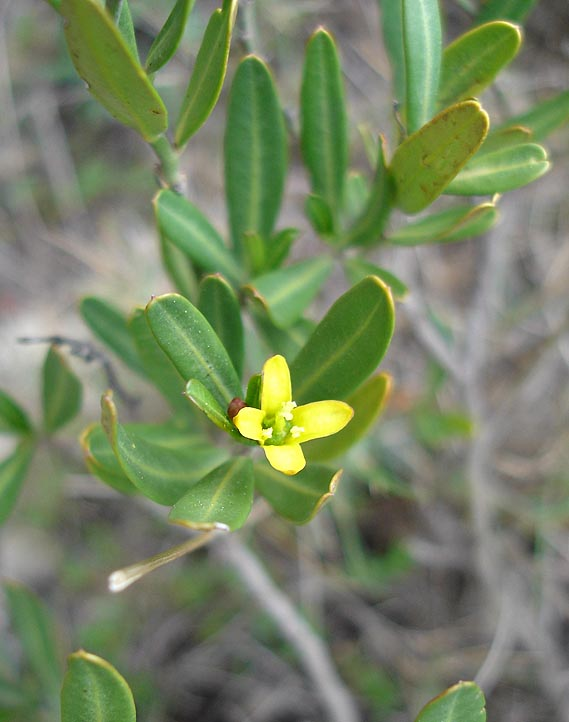
Cneorum tricoccon

- Asterolasia F.Muell. (bao gồm cả Pleurandropsis)
- Atalantia Correa: Tửu bính lặc
- Balfourodendron Corr.Mello ex Oliv.
- Balsamocitrus Stapf
- Boenninghausenia Rchb. ex Meisn.: Thạch tiêu thảo
- Boninia Planch.
- Boronella Baill.
- Boronia Sm.
- Bosistoa F.Muell (bao gồm cả Pagetia)
- Bottegoa
- Bouchardatia Baill.
- Bouzetia Montrouz.
- Brombya F.Muell.
- Burkillanthus Swingle
- Calodendrum Thunb.
- Casimiroa La Llave (bao gồm cả Sargentia): Hương nhục quả
- Chloroxylon DC: Sơn tiêu Ceylon
- Choisya Kunth (bao gồm cả Astrophyllum)
- Chorilaena Endl.
- Citropsis (Engl.) Swingle & M.Kellerm

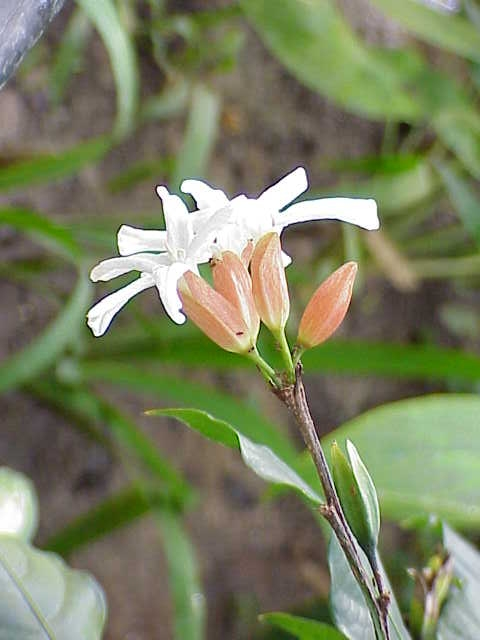
Erythrochiton brasiliensis

- Citrus L. (bao gồm cả Pleurocitrus): Chi Cam chanh, gồm cam, chanh, quất, quýt
- Clausena Burm.f.: Hoàng bì
- Clymenia Swingle
- Cneoridium Hook.f.
- Cneorum L. (nguyên là họ Cneoraceae, bao gồm cả Neochamaelea)
- Coleonema Bartl. & H.L.Wendl.
- Comptonella Baker f.
- Coombea P.Royen
- Correa Andrews
- Crowea Sm.
- Cyanothamnus Lindl.
- Decagonocarpus Engl.
- Decatropis Hook.f.
- Decazyx Pittier & S.F.Blake
- Dendrosma Pancher & Sebert
- Dictamnus L.: Bạch tiên
- Dictyoloma A.Juss.
- Diosma L.
- Diphasia Pierre
- Diphasiopsis Mendonca
- Diplolaena R.Br.
- Drummondita Harv.
- Dutaillopsis T. Hartley
- Dutaillyea Baill.
- Echinocitrus Tanaka
- Empleuridium Sond. & Harv.
- Empleurum Aiton
- Eremocitrus Swingle
- Eriostemon Sm.
- Erythrochiton Nees & Mart.
- Esenbeckia Kunth
- Euchaetis Bartl. & H.L.Wendl.
- Euodia J.R.Forst. & G.Forst. (bao gồm cả Evodia, Zieridium): Ba chạc, chè đắng, chè cỏ, dầu dầu, ngô thù du
- Euxylophora Huber
- Evodiella Linden
- Fagaropsis Mildbr. ex Siebenl. (bao gồm cả Clausenopsis)
- Feroniella Swingle
- Flindersia RBr.: Cự bàn mộc
- Fortunella Swingle: Kim kết
- Galipea Aubl.
- Geijera Schott
- Geleznowia Turcz.
- Glycosmis Correa (bao gồm cả Thoreldora): Chi Cơm rượu hay Sơn tiểu quất
- Halfordia F.Muell.
- Haplophyllum A.Juss.: Vân hương thảo
- Harrisonia
- Helietta Tul.
- Hortia Vand.
- Ivodea Capuron
- Kodalyodendron Borhidi & Acuna
- Leptothyrsa Hook.f.
- Limnocitrus Swingle
- Limonia L. (bao gồm cả Feronia)
- Lubaria Pittier
- Lunasia Blanco (bao gồm cả Rabelaisia)
- Luvunga Buch.-Ham. ex Wight & Arn.: Tam diệp đằng quất
- Maclurodendron T.G.Hartley
- Macrostylis Bartl. & H.L.Wendl.
- Medicosma Hook.f.
- Megastigma Hook.f.
- Melicope J.R.Forst. & G.Forst (bao gồm cả Pelea): Mật thù du
- Merope M.Roem.
- Merrillia Swingle
- Metrodorea A.St.-Hil.
- Microcitrus Swingle
- Microcybe Turcz.
- Micromelum Blume: Tiểu vân mộc
- Monanthocitrus Tanaka
- Monnieria Loefl. (bao gồm cả Ertela, Moniera)
- Muiriantha C.A.Gardner
- Murraya L. (bao gồm cả Chalcas): Nguyệt quới, nguyệt quất, cửu lý hương, vương tùng (củ khỉ, nhâm hôi, cơm nguội)
- Myrtopsis Engl.
- Naringi Adans. (bao gồm cả Hesperethusa)
- Naudinia Planch. & Linden
- Nematolepis Turcz.
- Neobyrnesia J.A.Armstr.
- Neoschmidia T.G. Hartley
- Nycticalanthus Ducke
- Oricia Pierre
- Oriciopsis Engl.
- Orixa Thunb.: Xú thường sơn
- Oxanthera Montrouz.
- Pamburus Swingle
- Paramignya Wight: Đơn diệp đằng quất
- Peltostigma Walp.
- Pentaceras Hook.f.
- Phebalium Vent.
- Phellodendron Rupr.: Hoàng bách (hoàng bá)
- Philotheca Rudge
- Phyllosma Bolus
- Pilocarpus Vahl
- Pitavia Molina
- Platydesma H.Mann
- Pleiospermium (Engl.) Swingle
- Plethadenia Urb.
- Polyaster Hook.f.
- Poncirus Raf.: Cam ba lá, chỉ thực
- Pseudiosma DC.
- Psilopeganum Hemsl.: Sơn ma hoàng
- Ptaeroxylon
- Ptelea L.: Du quất
- Raputia Aubl. (bao gồm cả Myllanthus, Neoraputia, Raputiarana, Sigmatanthus)
- Rauia Nees & Mart.
- Raulinoa R.S.Cowan
- Ravenia Vell. (bao gồm cả Pomphidea)
- Raveniopsis Gleason
- Rhadinothamnus Paul G.Wilson
- Ruta L.: Cửu lý hương, vân hương
- Rutaneblina Steyerm. & Luteyn
- Sarcomelicope Engl.
- Severinia Ten.
- Sheilanthera I.Williams
- Skimmia Thunb.: Nhân vu
- Spathelia L. (bao gồm cả Diomma)
- Spiranthera A.St.-Hil.
- Stauranthus Liebm.
- Swinglea Merr.: Mộc quất Philippines
- Teclea Delile (bao gồm cả Comoroa)
- Tetractomia Hook.f. (bao gồm cả Terminthodia)
- Tetradium Lour.: Dầu dấu, tứ

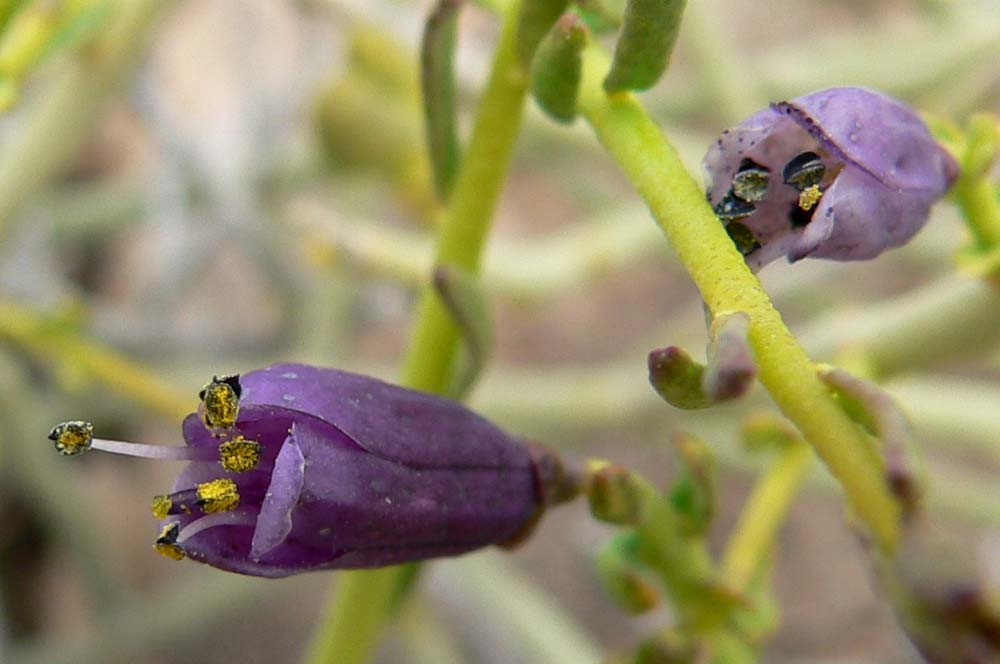
Thamnosma montana

- Thamnosma Torr. & Frem. (bao gồm cả Rutosma)
- Ticorea Aubl.
- Toddalia Juss.: Phi long chưởng huyết
- Toddaliopsis Engl.
- Tractocopevodia Raizada & V.Naray.
- Triphasia Lour.
- Urocarpus J.Drumm. ex Harv.
- Vepris Comm. ex A.Juss. (bao gồm cả Humblotiodendron, Tecleopsis)
- Wenzelia Merr.
- Zanthoxylum L. (bao gồm cả Fagara): Chi Xuyên tiêu, gồm sẻn, hoa tiêu, xuyên tiêu
- Zieria Sm

## Hình ảnh

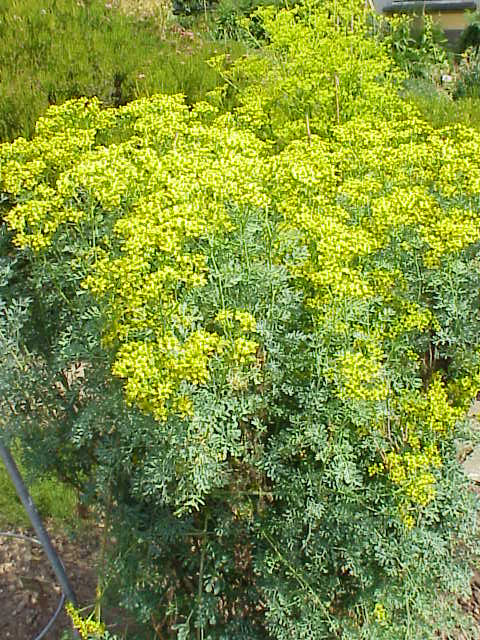
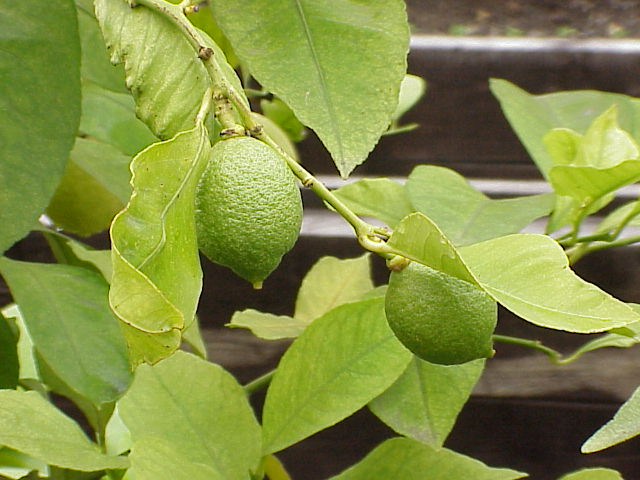
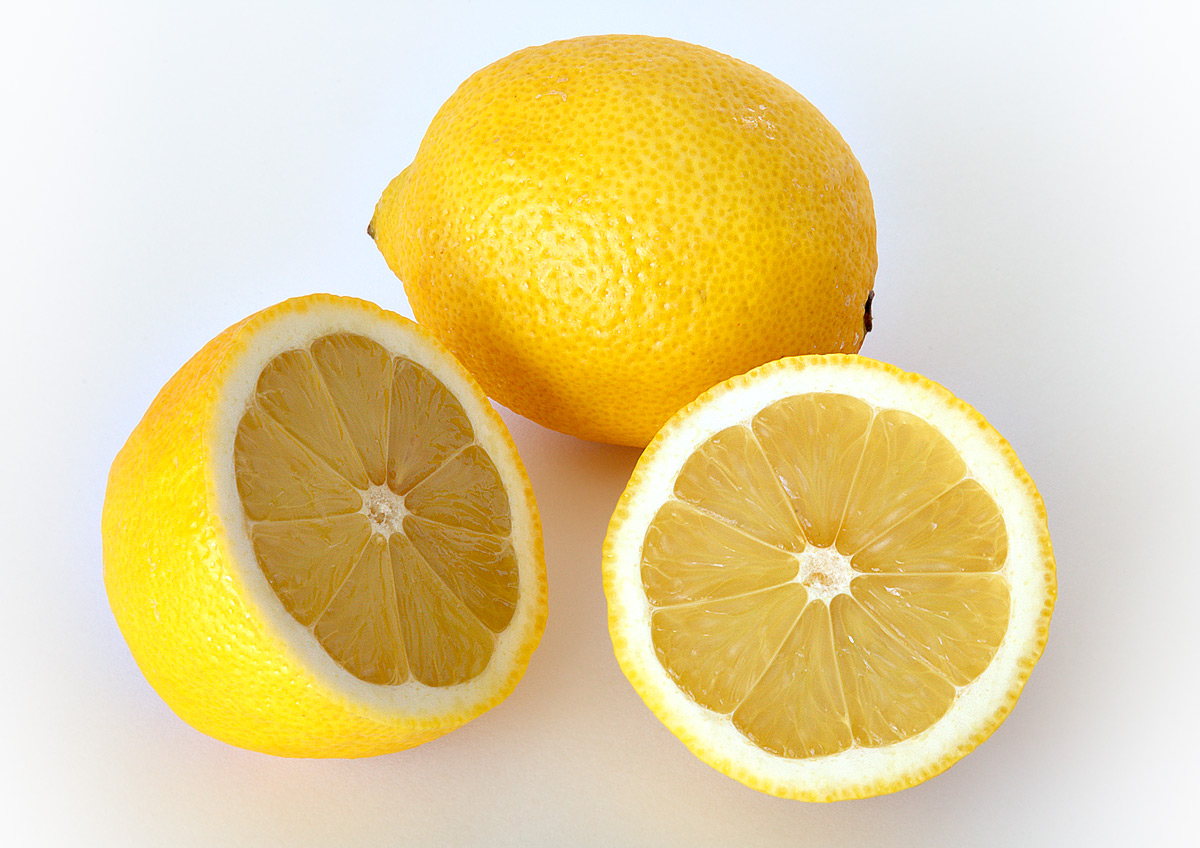